# Малый, Леонид Викторович
Леонид Викторович Малый (укр. Леонід Вікторович Малий; род. 28 января 1955, Николаев) — советский футболист, украинский тренер, футбольный арбитр и спортивный функционер. Обладатель Кубка СССР (1980), мастер спорта СССР (1979), арбитр национальной категории.

## Футбольная биография

### Карьера игрока
Футболом Леонид начинал заниматься в родном Николаеве, в ДЮСШ при местной команде мастеров «Судостроитель», вместе со своим братом-близнецом Владимиром. Первым тренером был В. И. Восковский. Во взрослом футболе братья дебютировали во второлиговой команде «Локомотив» (Херсон), откуда молодых футболистов пригласили в ворошиловоградскую «Зарю», выступавшую в высшей лиге чемпионата СССР. Но из-за высокой конкуренции, ребятам не часто доводилось выходить на поле в составе команды.
В 1977 году, братья были призваны на службу в армию и направлены в одесский СКА где довольно быстро стали лидерами команды, с которой одержали победу в зональном турнире второй лиги, а в стыковых матчах с семипалатинским «Спартаком» завоевали путёвку в первую лигу. В армейской команде для братьев всё складывалось удачно, руководство им предоставило трёхкомнатную квартиру, куда ребята перевезли своих родителей. Выступая за СКА, футболисты смогли проявить на футбольном поле свои лучшие качества. Вскоре Леониду и Владимиру стали поступать предложения от более сильных команд, приглашали в «Черноморец», днепропетровский «Днепр», предлагали вернуться в «Зарю», но игроки выбрали вариант с «Шахтёром» и отправились в Донецк, где встретились с возглавившим команду Виктором Носовым. После беседы с тренером братья Малые написали заявления о приёме в команду. Лидерами горняцкой команды той поры были такие известные футболисты как Юрий Дегтярёв, Виталий Старухин, Виктор Звягинцев, Владимир Роговский. Леонид играл на позиции левого полузащитника и в основном выходил на замены, в место более опытного Владимира Сафонова. В 1979 году донецкий клуб стал вторым призёром чемпионата СССР. Но серебряных медалей Леониду, в отличие от своего брата Владимира, получить было не суждено, так как согласно регламенту чемпионата, сыгранных им 13 поединков (менее 50 % от всех сыгранных матчей), оказалось недостаточно для получения наград. В следующем сезоне Леонид уже гораздо чаще появлялся в составе горняков, финишировавших на 6 месте в чемпионате. Более удачно донецкая команда выступала в турнире на Кубок СССР, дойдя до финала, где со счётом 2:1 была одержана победа над тбилисским «Динамо». Принял участие в кубковом финале и Леонид Малый, заменивший во втором тайме Сафонова. А 19 сентября 1980 года Леонид дебютировал в турнире на Кубок УЕФА, где на переполненном донецком стадионе «Локомотив», «Шахтёр» победил французский «Монако» — 2:1. В этом поединке Леонид на 58 минуте матча сменил своего брата Владимира.
По окончании сезона, братья Малые принимают решение вернуться в Одессу, где руководство Одесского военного округа гарантировало им хорошие условия, офицерские звания и твёрдое место в основном составе армейской команды. И хотя гораздо позже сам Леонид признавал, что решение покинуть «Шахтёр» возможно и было ошибкой, но тогда братья всё же перебрались в Одессу, где были лидерами команды СКА и вокруг них строилась игра коллектива. В 1982 году Леонид покинул армейскую команду и в отличие от своего брата, продолжившего службу и оставшегося в СКА, переходит в одесский «Черноморец», куда его пригласил возглавивший коллектив, молодой тренер Виктор Прокопенко. Но уже в самом начале чемпионата, в матче 6 тура против «Днепра», полузащитник получил серьёзную травму спины и выбыл из строя до конца сезона. После длительного лечения и восстановления было сложно конкурировать за место в уже сформированном и сыгранном стартовом составе команды. В результате Леонид возвращается в родной Николаев, где в течение пяти лет выступал в составе «Судостроителя», который тренировал Евгений Кучеревский. С николаевским коллективом дважды становился бронзовым призёром зонального турнира второй лиги. В сезонах 1988—1989 годов опытный футболист защищал цвета черкасского «Днепра». Уже оставив карьеру в большом футболе, продолжал выступать на любительском уровне, в сезоне 1992/93 играл в составе команды «Колос» из посёлка Новокрасное.

### Карьера тренера
В 1989 году Леонид Малый перешёл в команду «Днепр» (Черкассы), которую тренировал Вячеслав Першин. В этой команде был играющим тренером, помогая наставнику строить игру и руководить коллективом непосредственно на футбольном поле. В 1990 году возвращается в Николаев, где в течение двух сезонов работал на должности начальника команды в «Судостроителе». В стартовавшем чемпионате Украины, в начале сезона 1992 года был исполняющим обязанности главного тренера николаевской команды, которая вскоре получила нового инвестора и новое название — «Эвис». Главным тренером был назначен Иван Балан, а Леонид Викторович стал вице-президентом клуба и занимал эту должность до 1994 года. В 1994 году был приглашен на работу главным тренером команды «Олимпия ФК АЭС» Южноукраинск. В 2009—2010 годах, работал помощником главного тренера МФК «Николаев» Михаила Калиты, а позже Вячеслава Мазарати. Активно выступает за ветеранские команды родного города. В качестве играющего тренера команды «Нианат-45», дважды становился бронзовым призёром чемпионата страны среди ветеранов.

### Карьера судьи
В 1993 году Леонид Малый получил предложение стать футбольным арбитром. Пройдя курс обучения и специальные сборы, стал обслуживать матчи переходной и второй лиг чемпионата Украины а чуть позже и первой лиги. Обслуживал матчи как в качестве главного арбитра, так и бокового судьи. С сезона 1996/97 начал привлекаться к обслуживанию поединков в высшей лиге как боковой судья. В мае 2002 года Л.Малый был лайнсменом на печально известном матче «Металлург» (Запорожье) — «Динамо» (Киев), во время поединка на глазах у Леонида случился инсульт у тренера динамовцев Валерия Лобановского. Поединок был остановлен и машина скорой помощи прямо со стадиона увезла тренера в больницу, где через 5 дней знаменитый тренер скончался. Всего в высшем футбольном дивизионе Украины Леонид Малый провёл около 80 поединков.

## Спортивный функционер
После того, как в связи с возрастным цензом, вынужден был оставить судейскую карьеру, Леонид Викторович несколько лет работал инспектором матчей второй лиги, был председателем Федерации футбола города Николаев, а также первым заместителем николаевской областной Федерации футбола. Возглавлял Ассоциацию футбольных арбитров Николаевской области. С 2011 года работает в структуре спортивного общества «Динамо» (Николаев).

## Образование
Окончил Одесский педагогический институт им. К. Д. Ушинского

## Семья
Супруга Елена, тренер-хореограф по фигурному катанию. Дочь Екатерина — бывшая солистка группы «Фокси», участница отбора на конкурс «Евровидение-2005», проживает в Киева. Родной брат-близнец Владимир проживает с семьёй в Одессе.

## Интересные факты
Несмотря на то, что Леонид и Владимир Малые — братья-близнецы, на футбольном поле они отличались игровой манерой, играли на разных позициях и флангах, к тому же Леонид был «правоногим» футболистом, а Владимир — «левша».

## Достижения
- Обладатель Кубка СССР: 1980
- Чемпион Украинской ССР: 1977